# Шахвелли
Шахвелли / Шахвеллили (азерб. Şahvəlli / Şahvəlili) — село в Джебраильском районе Азербайджана.

## История
В годы Российской империи село Шахвелли входило в состав Джебраильского уезда Елизаветпольской губернии, а в советские годы — в состав Джебраильского района Азербайджанской ССР. В результате Первой карабахской войны в августе 1993 года село перешло под контроль непризнанной Нагорно-Карабахской Республики.
19 октября 2020 года президент Азербайджана Ильхам Алиев объявил о переходе села Шахвелли Джебраильского района под контроль ВС Азербайджана.

## Экономика
До 1993 года основной отраслью хозяйства была животноводство.